# 片西景
片西 景（かたにし けい、1997年3月18日 - ）は、日本の陸上競技長距離走選手。昭和第一学園高等学校、駒澤大学卒業。JR東日本所属。

## 経歴
昭和第一学園高校3年生の時に東京都高校駅伝1区(10km)で29分台の好タイムをマークして区間賞を獲得した。都道府県駅伝でも5区11位と快走した。
2015年、東京都の昭和第一学園高等学校から駒澤大学文学部地理学科に進学。2017年3月の日本学生ハーフマラソンでは、優勝の鈴木健吾(神奈川大学)と大学の1学年先輩の工藤有生に次ぐ3位でゴールし、同年8月に開催される台北ユニバーシアードハーフマラソン代表に内定した。迎えたユニバーシアードでは、日本学生ハーフマラソンで敗れた工藤有生と鈴木健吾を抑えて優勝。工藤と鈴木もそれぞれ2位、3位でゴールし日本勢で表彰台を独占した。
駒澤大学を卒業し、JR東日本に入社した。

## 自己記録・成績

### 自己ベスト記録
- 5000m - 13分57秒02（2018年5月5日：ゴールデンゲームズinのべおか）
- 10000m - 28分13秒53（2024年11月23日：八王子ロングディスタンス2024）
- ハーフマラソン - 1時間01分50秒（2018年10月13日：第95回箱根駅伝予選会）
- 30km - 1時間29分34秒（2019年2月17日：熊日30キロロードレース）
- マラソン - 2時間09分14秒（2025年2月24日：大阪マラソン2025）

### 大学駅伝成績
| 学年             | 出雲駅伝                    | 全日本大学駅伝              | 箱根駅伝                         |
| ---------------- | --------------------------- | --------------------------- | -------------------------------- |
| 1年生 (2015年度) | 第27回 ― - ― 出走なし       | 第47回 ― - ― 出走なし       | 第92回 ― - ― 出走なし            |
| 2年生 (2016年度) | 第28回 ― - ― 出走なし       | 第48回 6区-区間6位 36分23秒 | 第93回 9区-区間4位 1時間11分08秒 |
| 3年生 (2017年度) | 第29回 6区-区間7位 31分13秒 | 第49回 1区-区間2位 43分25秒 | 第94回 1区-区間3位 1時間02分32秒 |
| 4年生 (2018年度) | 第30回 駒澤大学 出場なし    | 第50回 2区-区間5位 32分21秒 | 第95回 1区-区間7位 1時間02分44秒 |